# Унароковское сельское поселение
Унароковское сельское поселение — муниципальное образование в составе Мостовского района Краснодарского края России.
В рамках административно-территориального устройства Краснодарского края ему соответствует Унароковский сельский округ.
Административный центр — село Унароково.

## Население
| 2010  | 2012  | 2013  | 2014  | 2015  | 2016  | 2017  |
| ----- | ----- | ----- | ----- | ----- | ----- | ----- |
| 2746  | ↘2721 | ↘2684 | ↘2658 | ↗2677 | ↘2669 | ↘2646 |
| 2018  | 2019  | 2020  | 2021  | 2023  |       |       |
| ↘2631 | ↘2614 | ↘2592 | ↘2313 | ↘2273 |       |       |

## Населённые пункты
В состав сельского поселения (сельского округа) входят 2 населённых пункта:
| № | Населённый пункт | Тип населённого пункта | Население (чел.) |
| - | ---------------- | ---------------------- | ---------------- |
| 1 | Унароково        | село                   | ↘2011            |
| 2 | Славянский       | хутор                  | ↘735             |